# Jean Salumu
Jean Salumu (Sint-Niklaas, 26 juli 1990) is een Belgisch basketballer.

## Carrière
Na 3 seizoenen bij de Oostende Basket School en Gistel begon Salumu zijn professionele loopbaan bij Telenet Oostende tijdens het seizoen 2009/2010. In de zomer van 2011 werd hij verhuurd aan de Leuven Bears waarvoor hij 1 seizoen zou uitkomen. Eén jaar later maakte hij immers opnieuw de overstap naar Telenet Oostende waarvoor hij anno 2016 nog steeds actief is. Hij speelde kort na zijn terugkeer van de Leuven Bears voor BC Oudenaarde als Double-Affiliation speler. Salumu won met BC Oostende reeds vijf Belgische landstitels en zes Belgische basketbalbekers. Individueel werd hij in het seizoen 2012-2013 uitgeroepen tot Belgische belofte van het jaar. Hij won met Oostende zeven keer de beker en zes kaar de landstitel en won in 2018 speler van het jaar en als eerste Belg de MVP.
In 2018 sloot hij zich aan bij het Turkse Sakarya BB die hij in januari opnieuw verlaat voor het Italiaanse Pallacanestro Varese. Op het einde van het seizoen verlaat hij Varese voor Pistoia Basket waar hij het seizoen 2019/20 doorbrengt. Voor het seizoen 2020/21 maakt hij de overstap naar het Duitse Rasta Vechta. Op het einde van het seizoen verliet hij de Duitse club voor het Franse Champagne Châlons-Reims. In de zomer van 2022 maakte hij de overstap naar de Poolse eersteklasser Trefl Sopot. In november 2023 keerde hij terug naar BC Oostende als vervanger van RJ Nembhard. Hij verliet Oostende aan het einde van het seizoen.

### Nationale ploeg
Salumu maakt sinds juli 2013 deel uit van de Belgische nationale ploeg. Op het Europees kampioenschap basketbal mannen 2015 eindigde hij met de Belgian Lions op de 13e plaats.

## Persoonlijk
Zijn broer Sylvestre is rapper en beter bekend als Woodie Smalls.

## Palmares

### Club
- Belgisch landskampioen: 2012, 2013, 2014, 2015, 2016, 2017, 2018, 2024
- Belgisch bekerwinnaar: 2010, 2012, 2013, 2014, 2015, 2016, 2017, 2018
- Belgisch belofte van het jaar: 2013
- Belgisch speler van het jaar: 2018
- Belgische competitie MVP: 2018
- All-Pro Basketball League Teams: 2018
- BNXT League-kampioen: 2024

### Nationale ploeg
- 2015 - 13e EK